# Méat urétral
Le méat urétral est l'orifice externe de l'urètre, situé chez l'homme au sommet du pénis et chez la femme au niveau de la partie antérieure de la vulve. C'est par le méat urétral que l'urine est éjectée lors de la miction dans les deux sexes, et que le sperme est émis lors de l'éjaculation chez l'homme.

## Photos

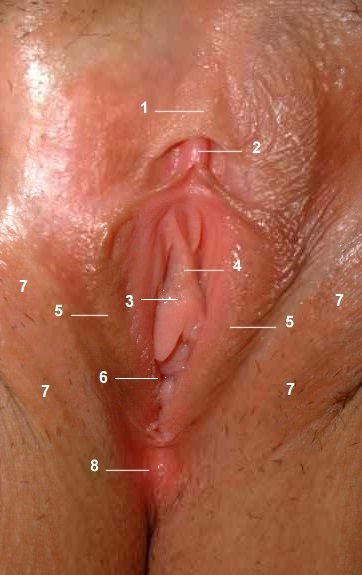
Schéma anatomique de la vulve humaine : 1. capuchon du clitoris ; 2. gland du clitoris ; 3. méat urétral ; 4. vestibule vulvaire ; 5. petites lèvres ; 6. orifice vaginal ; 7. grandes lèvres ; 8. raphé du périnée.

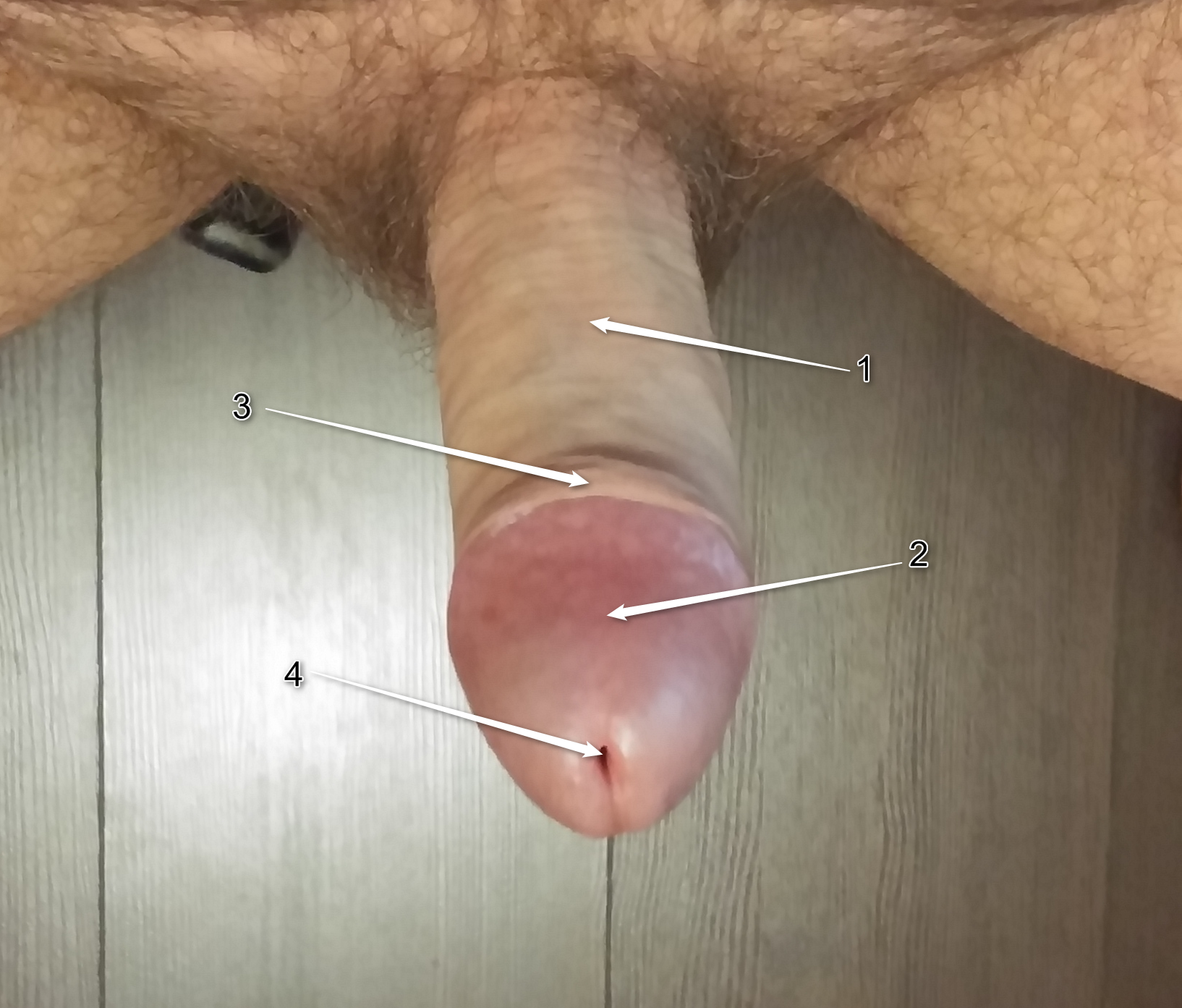
Schéma anatomique d'un pénis humain (en érection) : 1. corps du pénis ; 2. gland du pénis ; 3. prépuce ; 4. méat urétral.